# Camps de concentration franquistes
Pour un article plus général, voir Camp de concentration.
Des camps de concentration franquistes ont existé en Espagne de 1936 à 1947, d'abord dans le contexte de la guerre d'Espagne, puis comme instrument de répression de la dictature franquiste. Ces camps étaient placés sous la direction du Service des colonies pénitentiaires militarisées (Servicio de Colonias Penitenciarias Militarizadas).

## Historique
Certains de ces camps de concentration étaient de nature provisoire, d'autres permanents. Ils accueillaient notamment des prisonniers issus du camp républicain, des dissidents politiques, mais également des homosexuels ou des prisonniers de droit commun. Comme dans d'autres systèmes concentrationnaires, les prisonniers étaient hiérarchisés : les prisonniers de droit commun, sans motivation politique, étaient considérés comme d'un rang supérieur aux détenus pour raisons idéologiques et étaient affectés à la surveillance de ces derniers. Les prisonniers, organisés en « bataillons de travailleurs », étaient soumis à un régime de travaux forcés et participèrent à la construction d'infrastructures publiques.
Selon Javier Rodrigo (2006), environ un demi-million de prisonniers seraient passés parmi ces camps de concentration entre 1936 et 1942. Jusqu'en 1944, la population des camps se chiffre en centaines de milliers. Pendant la guerre, et durant plusieurs années après le conflit, environ 192 000 détenus auraient été fusillés. La période de 1939-1940 aurait connu des pics de plusieurs centaines d'exécutions par jour.
Ces prisonniers participèrent à la construction de plusieurs ouvrages :
- le canal du Bas-Guadalquivir jusqu'en 1962 (camps de Los Merinales et La Corchuela). En 2006, la partie située entre la Riconda et Dos Hermanas a été rebaptisée « Canal des Prisonniers »,
- Valle de los Caídos (entre 200 et 500 prisonniers durant 7 ans de travail sur un total de 2 500 personnes qui travaillèrent sur ce site au cours des 20 ans de travaux),
- lignes de chemins de fer,
- barrages et assèchement de marécages.

## Liste des camps

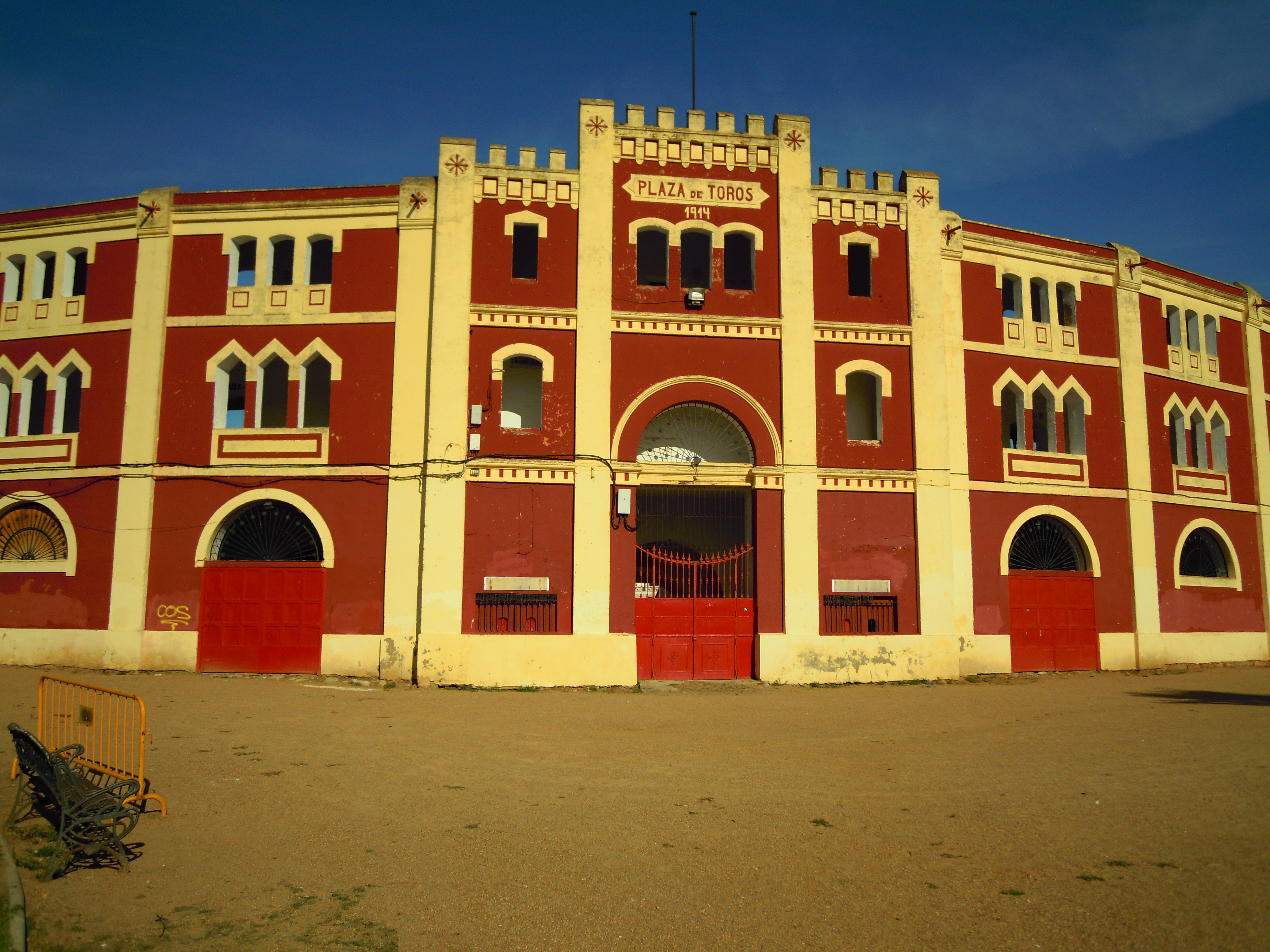
Les arènes de Mérida, ayant servi de camp de concentration franquiste à partir de janvier 1939.

Parmi les 180 camps de concentration ayant existé en Espagne franquiste, on peut citer :
- le camp de Los Merinales à Dos Hermanas (Province de Séville);
- le camp de La Corchuela, également à Dos Hermanas ;
- le camp d'El Palmar de Troya à Utrera (Province de Séville)
- le couvent Hostal San Marcos de León, où environ 7 000 hommes et 300 femmes furent détenus entre 1936 et 1939 ;
- le camp de concentration de Miranda de Ebro (Castille-et-León);
- le camp de concentration de Castuera (Estrémadure);
- le camp de la péninsule du Levant à Majorque ;
- le camp de Formentera ;
- les camps de La Isleta et du Lazaret de Gando à Las Palmas de Grande Canarie ;
- le camp de la Chartreuse de Porta Coeli (Province de Valence)
- le camp de concentration de Los Almendros (Province d'Alicante) ;
- le camp de concentration d'Albatera  (Province d'Alicante);
- le camp de el Pasaje Camposancos, A Guarda ;
- le camp de Ronda Province de Malaga;
- le camp de Betanzos, ancienne tannerie où fut détenu Vicente Ferrer ;
- le camp de Horta, à Barcelone ;
- le camp de Poblenou, à Barcelone ;
- le camp du Monastère de Corbán à Santander.

## Déportation et exil dans lescamps de concentration nazis
En plus des camps de concentration espagnols, bon nombre de Républicains exilés en France furent envoyés dans les camps nazis. Environ 10 000 d'entre eux furent déportés sans que le ministre des Relations extérieures de l'époque, Ramón Serrano Súñer, fasse quoi que ce soit pour les sauver. Il existe des preuves écrites de requêtes des autorités allemandes demandant quel sort réserver aux « deux mille rouges espagnols d'Angoulême ». Le petit nombre de survivants ne fut pas autorisé à rentrer en Espagne.
Parmi ces déportés républicains espagnols peuvent être cités Conchita Ramos, Neus Català, Virtudes Cuevas Escrivá, Jorge Semprún, Francesc Boix et Elisa Garrido.